# In the Heat of the Night (album Imagination)
In the Heat of the Night è il secondo album del gruppo musicale britannico Imagination, pubblicato dall'etichetta discografica R&B con distribuzione PRT nel 1982.
L'album è prodotto da Steve Jolley e Tony Swain, che hanno anche curato gli arrangiamenti, oltre a partecipare alla stesura dei brani insieme a due componenti del gruppo, Leee John e Ashley Ingram.
Dal disco sono tratti quattro singoli: Just an Illusion, Music and Lights, In the Heat of the Night e Changes.

## Tracce

### Lato A
1. In the Heat of the Night
2. Heart 'n' Soul
3. Music and Lights
4. All Night Loving

### Lato B
1. Just an Illusion
2. All I Want to Know
3. One More Love
4. Changes